# Tar-Vabriga
Tar-Vabriga (en italien, Torre-Abrega) est une municipalité etablie en 2006 située en Istrie, dans le comitat d'Istrie, en Croatie. Au recensement de 2001, la municipalité comptait 1 506 habitants repartie dans les villages de Tar (886 hab.) et de Vabriga (392 hab.).
Le centre administratif de la municipalité est le village de Tar.

## Histoire
Sous l'Empire romain, le site de Tar-Vabriga dépendait de la colonie romaine de Parentium. C'était un riche terroir agricole où des personnalités comme Messaline et Domitien avaient des propriétés. Il fait l'objet de fouilles archéologiques depuis 1994. 
La municipalité de Tar-Vabriga a été créée en 2006 sur une partie du territoire de la ville de Poreč.

## Localités
La municipalité de Tar-Vabriga compte 6 localités :
- Frata
- Gedići
- Perci
- Rošini
- Tar
- Vabriga